# Setge de Malta (1798–1800)
El Setge de Malta (maltès: L-Imblokk tal-Franċiżi) o com el setge de La Valletta o el bloqueig francès (maltès: L-Imblokk tal-francesi) va ser un bloqueig de dos anys del destacament francès a la Valletta, la capital de l'illa de Malta i les Tres Ciutats, entre 1798 i 1800.

## Antecedents
Durant la campanya de 1798, una força expedicionària francesa va capturar l'illa i hi va aquarterar 3.000 homes, comandats per Claude-Henri Belgrand de Vaubois.

## El setge
Després de la captura de la flota francesa durant la batalla del Nil, l'1 d'agost de 1798, la Royal Navy britànica va ser capaç d'iniciar un bloqueig sobre l'illa, assistida per una rebel·lió de la població local contra el domini francès. Obligats a replegar-se a la Valletta, els francesos van patir gran escassetat de provisions i malalties, cosa que va afectar greument la moral.
A principis del 1800 es produïren diversos combats entre els francesos, que intentaven trencar el setge, i els britànics que mantenien una esquadra de bloqueig liderada per l'almirall Horatio Nelson, particularment una dura batalla amb un comboi enviat des de Toló.
El febrer de 1800, un important comboi comandat del contraalmirall Jean-Baptiste Perrée, enviat des de Toló, va pretendre reabastir la guarnició. L'esquadró de bloqueig comandat pel contraalmirall Lord Nelson va interceptar el comboi a la vista de les tropes famolenques franceses a Malta. Perrée va ser assassinat i el seu vaixell insígnia capturat a la següent i breu Batalla del Comboi de Malta (1800), fent que cap subministrament arribés a l'illa. El mes següent, el vaixell de línia Guillaume Tellva salpar de La Valletta a Toló, carregat de soldats, però aquest també va ser interceptat i en una dura batalla es va veure obligat a rendir-se a un esquadró britànic més gran. Aquestes derrotes van fer insostenible la posició francesa a La Valletta i la seva rendició inevitable. Encara que Vaubois va aguantar cinc mesos més, finalment es va rendir el 4 de setembre i Malta va ser ocupada novament per la Gran Bretanya.

## Conseqüències
L'illa de Malta va romandre sota control britànic durant la resta de la guerra, fet que va tenir una importància notable en l'inici de les Guerres Napoleòniques l'any 1803.